# 1925年12月玻利维亚大选
1925年12月1日在玻利维亚举行了大选，并选出了新的玻利维亚总统。埃尔南多·西莱斯·雷耶斯以超过97%的得票率贏得此次選舉，他共·获得了70,612 票，而丹尼尔·萨拉曼卡·尤里获得了1,937票，得票率為2.67%。